# MetOp-B
MetOp-B — второй из трёх европейских метеорологических спутников нового поколения. Запуск первого (MetOp-A) был осуществлён в 2006 году. Отвечать за эксплуатацию всей связки будет EUMETSAT.

## Назначение
Спутник MetOp-B второй полярный спутник Европейского космического агентства, предназначенным для оперативной метеорологии.
Новый спутник будет летать по орбите, проходящей через оба полюса, что в сочетании с вращением Земли позволит получать гораздо более чёткие снимки всей планеты в отличие от нынешних спутников (Meteosat), помещённых на очень высокие геостационарные орбиты (то есть «висящих» над определённой точкой земной поверхности) и снимающих лишь половину земного шара. Данные, полученные со спутника, позволят проводить мониторинг климата и повысить точность прогнозирования погоды.

## Хроника полёта
Запуск был осуществлён 17 сентября 2012 года в 16:28 МСК ракета-носителем «Союз-2.1а» со стартовой площадки № 31 космодрома Байконур.